# 五陵镇
五陵镇，是中华人民共和国河南省安陽市汤阴县下辖的一个乡镇级行政单位。

## 行政区划
五陵镇下辖以下地区：
五陵三街村、五陵二街村、北五陵前街村、东小章村、农场村、镇抚寨村、阎庄村、西小章村、朱家营村、南小章村、五陵一街村、五陵四街村、大宋村、水塔河二街村、水塔河三街村、小葛寨村、翟庄村、小宋村、瓦查村、屯庄村、旱塔河村、俎佐村、水塔河一街村、麻廷寨村、北五陵南街村、北五陵后街村和北五陵中街村。